# Acquaviva Platani
Acquaviva Platani (Acquaviva Plàtani in siciliano) è un comune italiano di 838 abitanti del libero consorzio comunale di Caltanissetta in Sicilia.
Sorge a circa 100 km a sud-est di Palermo e a circa 65 km da Caltanissetta. Confina con i comuni di Cammarata, Casteltermini, Mussomeli e Sutera.

## Storia
Il suo territorio, situato lungo la via di penetrazione sud-nord, lungo le vallate del Platani, e quindi del Torto-San Leonardo, è stato abitato fin dal neolitico. Alcune tombe a rannicchiamento sono state rinvenute in contrada “Vignazze”, ed alcuni ripari sottoroccia presso le creste sovrastanti il paese: "A giglia”. Sepolture a grotticella, del tipo rinvenuto nella vicina Milena, sono in contrada “Solfara”, "Cubuluni” e “Corvo”. In contrada Santa Margherita è una sepoltura a tholos con apertura rettangolare ed incasso predisposto per incastrare la pietra ribaltabile e chiudere così la tomba.
Avanzi di un antico edificio romano, probabilmente una massa (pavimento a mosaico e la mura laterizie) furono rinvenuti nel 1877. Durante l'età islamica fu costruito un casale chiamato Miknas. Traslitterato, questo toponimo divenne in epoca medievale feudo Michinese. La presenza musulmana ad Acquaviva è provata anche da alcune tombe rinvenute nelle contrade Santa Margherita e Vignazze.
I nobili De Loharia e i Castelli, di nobiltà messinese, ressero le sorti del feudo, dal 1425, quindi poi la signoria su questo territorio passò alla famiglia Spadafora imparentata già con i Castelli. Il paese fu fondato, ufficialmente, il 20 giugno del 1635 con licentia populandi concessa dal re al principe Francesco Spadafora nell'area del feudo Michinese.
In realtà Acquaviva sorse più in alto rispetto al primigenio casale Miknas fondato dai berberi, giacché Don Francesco Spadafora e la principessa Lucrezia Sanseverino, sua moglie, vollero trasferire la loro residenza estiva in un luogo meno afoso. In origine si chiamò Aqua Viva per l'abbondanza delle sorgenti riscontrate nel territorio.
Alla morte del principe nel 1677 il feudo Michinese unitamente al feudo Caccione e ad Aqua Viva fu venduto all'asta dall'erede Caterina Spadafora, e acquistato il 23 ottobre 1680 dalla baronessa di origini spagnole Francesca Abarca e Cordua. Nel 1687, alla sua morte, l'eredità passò in parte al nipote Michele Oliveri che di fatto acquistò da Carlo II di Spagna il prestigioso titolo di duca di Acqua Viva e la trasmissibilità ai suoi eredi del titolo stesso, ultimo dei quali fu Pietro Oliveri e Migliaccio, che era tanto indebitato da dover cedere, nel 1826, il feudo al principe Ettore Lucchese Palli di Campofranco.
Con l'abolizione della feudalità in Sicilia nel 1812, e con i nuovi ordinamenti amministrativi del 1816-1817, Acqua Viva divenne comune autonomo. Il comune continuò a chiamarsi di fatto Acquaviva fino al 1862. Dopo quell'anno fu aggiunto il nome Platani, per via del fiume che scorre nei pressi del paese, al fine di distinguerlo dagli altri comuni italiani che si chiamavano nello stesso modo.
Salvatore Quasimodo, il quale passò parte della sua fanciullezza nel 1912 e 1913,ad Acquaviva Platani essendo il padre il capostazione della locale fermata ferroviaria, ricorda il centro abitato nella sua lirica Che vuoi, pastore d'aria?, inserita nella raccolta Nuove Poesie: "Ed è ancora il richiamo dell’antico corno dei pastori, aspro sui fossati bianchi di scorze di serpenti. Forse dà fiato dai pianori d’Acquaviva, dove il Plàtani rotola conchiglie sotto l’acqua fra i piedi dei fanciulli di pelle uliva"..
Anche Elio Vittorini cita Acquaviva Platani in Conversazioni in Sicilia, dove aveva vissuto da fanciullo nella casa cantoniera data in uso al padre.

### Simboli
Lo stemma e il gonfalone sono stati concessi con decreto del presidente della Repubblica del 12 settembre 1953.
Il gonfalone è un drappo partito di rosso e di azzurro.

## Monumenti e luoghi d'interesse

### Palazzo Ducale
Nel 1680 nella richiesta di vendita del feudo avanzata al regio Giudice delegato da Caterina Spadafora, la residenza baronale venne definita col termine generico di “magazzini”. In un inventario del 1748, invece, la residenza fu definita per la prima volta “palazzo”. Tuttavia è probabile che esso esistesse, come è logico vista la presenza della signoria, anche anni prima. Al duca Francesco è attribuita la pavimentazione settecentesca del salone (la cosiddetta “quadreria”) della casa feudale, tale pavimentazione si presenta con mattonelle maiolicate al cui centro è realizzato lo stemma degli Oliveri. Il duca Francesco Oliveri ebbe anche il merito di aver istituito ad Acquaviva, nella prima metà dell'Ottocento, un teatro pubblico che chiamò “Teatro San Francesco”. Si trovava in via Beveratoio (l'odierna via Umberto I).

### Torre dell'Orologio

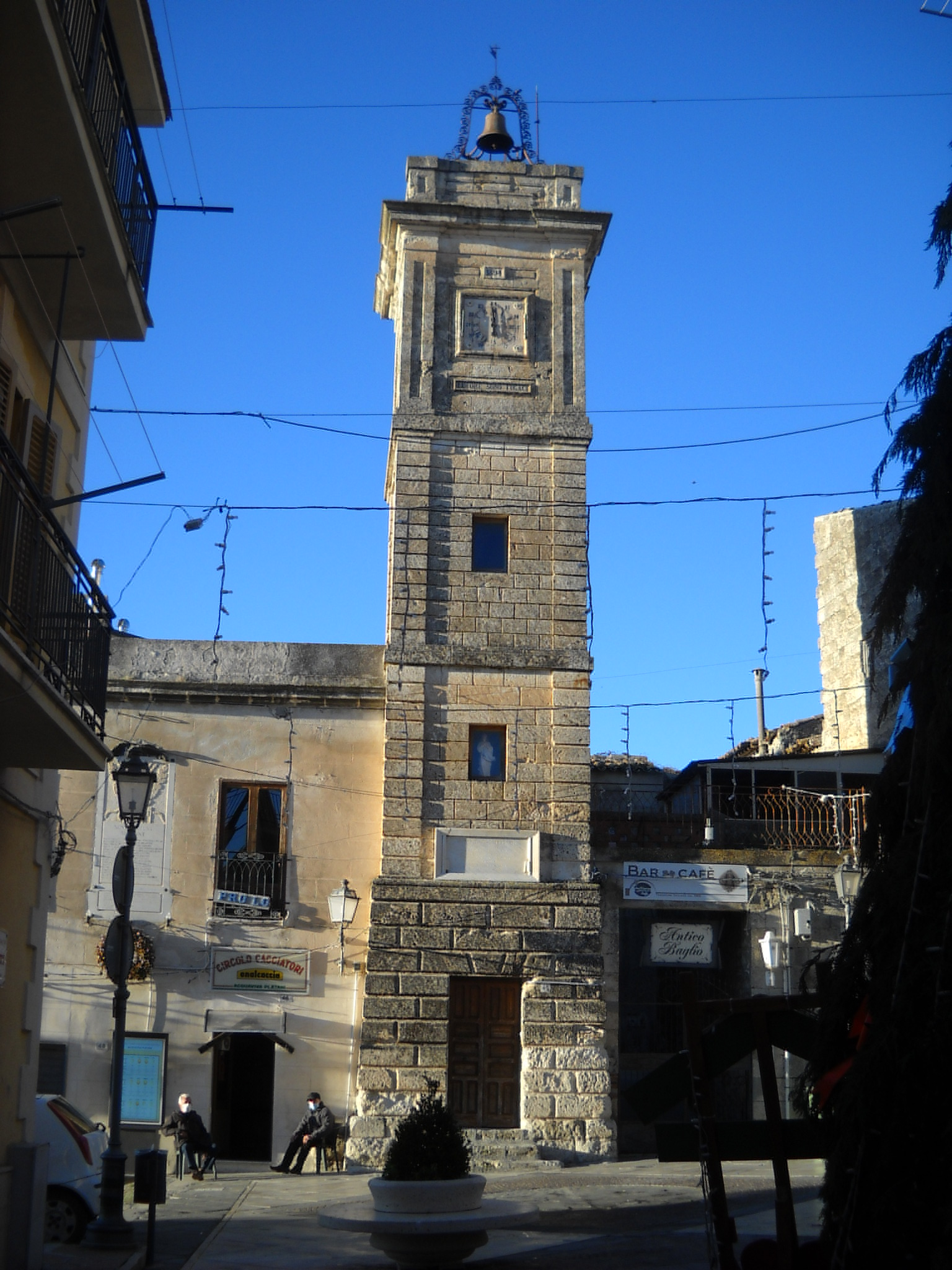
Torre dell'orologio

Costruita dopo aver demolito un vecchio torrione merlato che faceva parte del castello del principe Spadafora, la torre progettata nel 1860 dall'ingegnere di Lercara Friddi, Alessandro Lazzarini, fu costruita per volontà dell'allora sindaco Pietro Giudici ed inaugurata nel 1894. Alta 18 metri, realizzata in pietra locale, è scompartita da tre modanature.

### Chiesa Madre S. Maria della Luce

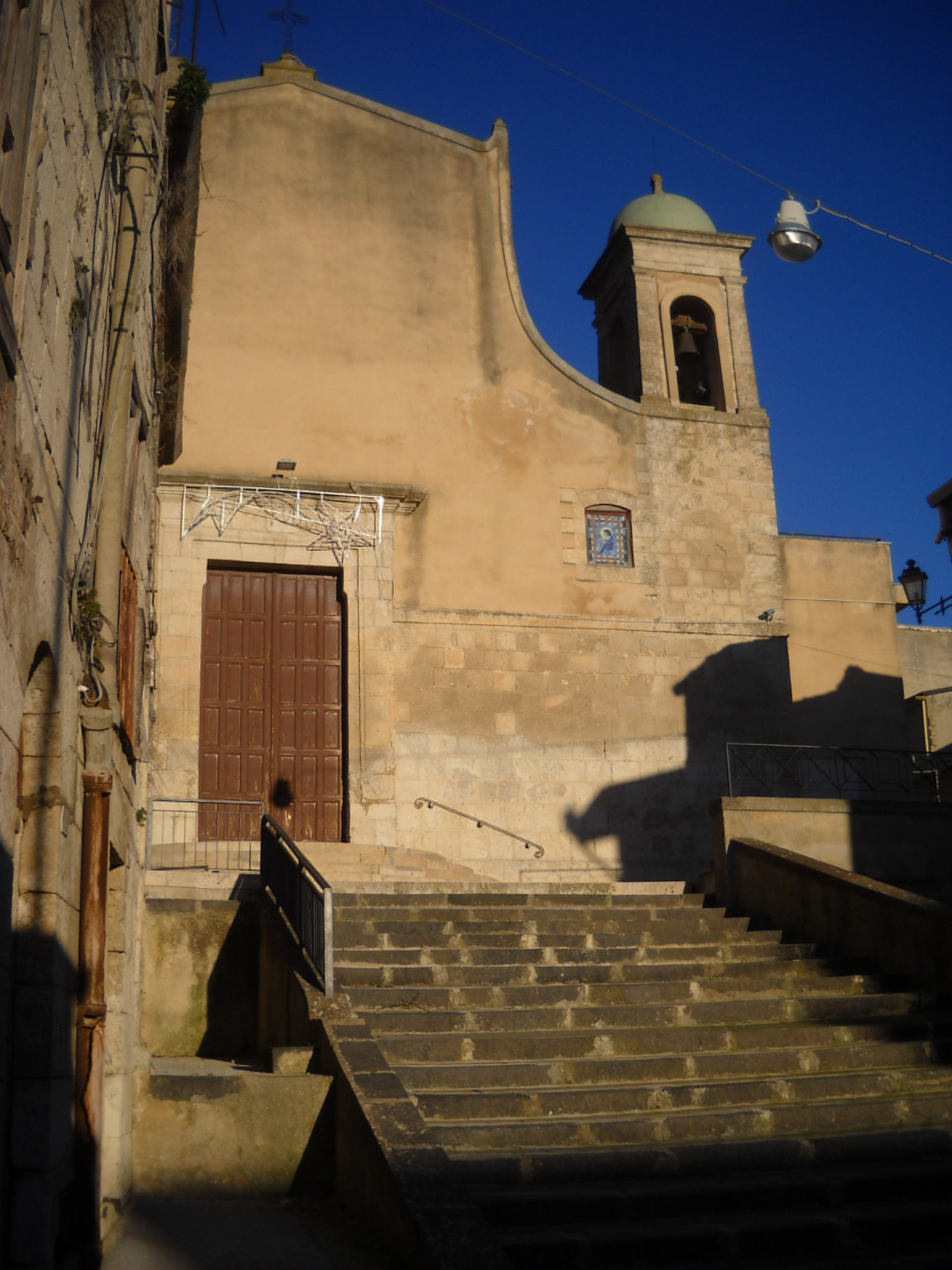
Chiesa madre Maria SS. Domina Lucis

Dedicata a Santa Maria della Luce, la chiesa in stile barocco, è stata fatta costruire nel 1635 dal pio principe Spadafora e dedicata a Maria SS. Domina Lucis (S. Maria della Luce). Presenta un prospetto tardo rinascimentale e al cui interno troviamo tre navate a croce latina, dove sono custodite diverse opere di interessante valore artistico, come il crocifisso ligneo dello scultore Michele Caltagirone detto il Quarantino scolpita nel 1890, le statue del San Giuseppe e dell'Immacolata attribuite al Bagnasco.

### Chiesa della Madonna delle Grazie

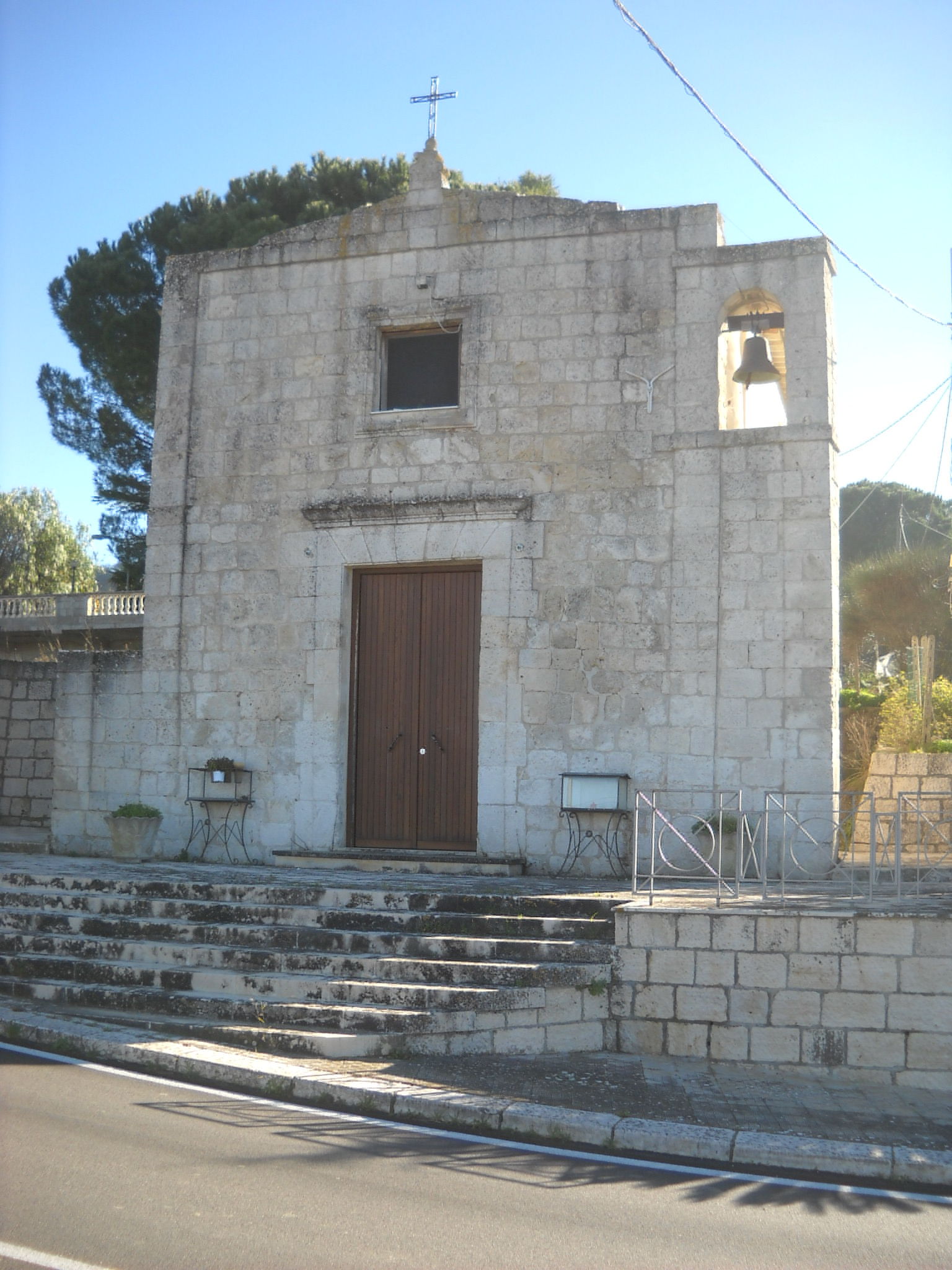
Chiesa della Madonna delle Grazie

La chiesa è stata eretta nel 1890 in sostituzione di quella costruita dal sac. Scaduto intorno al 1870 e in seguito abbattuta per la costruzione dell'attuale cimitero in contrada Minimento. In seguito furono effettuati numerosi lavori che portarono all'ampliamento della chiesa e grazie alla cooperazione del sig. Biagio Sorce nel 1905 fu dotata di una pregevole statua lignea dello scultore castelterminese Michele Caltagirone. Oggi la chiesa risulta essere meta di numerosi pellegrinaggi e di grande devozione popolare in particolar modo nel periodo estivo in coincidenza del rientro in paese per ferie dei residenti all'estero.

### Chiesa del Purgatorio

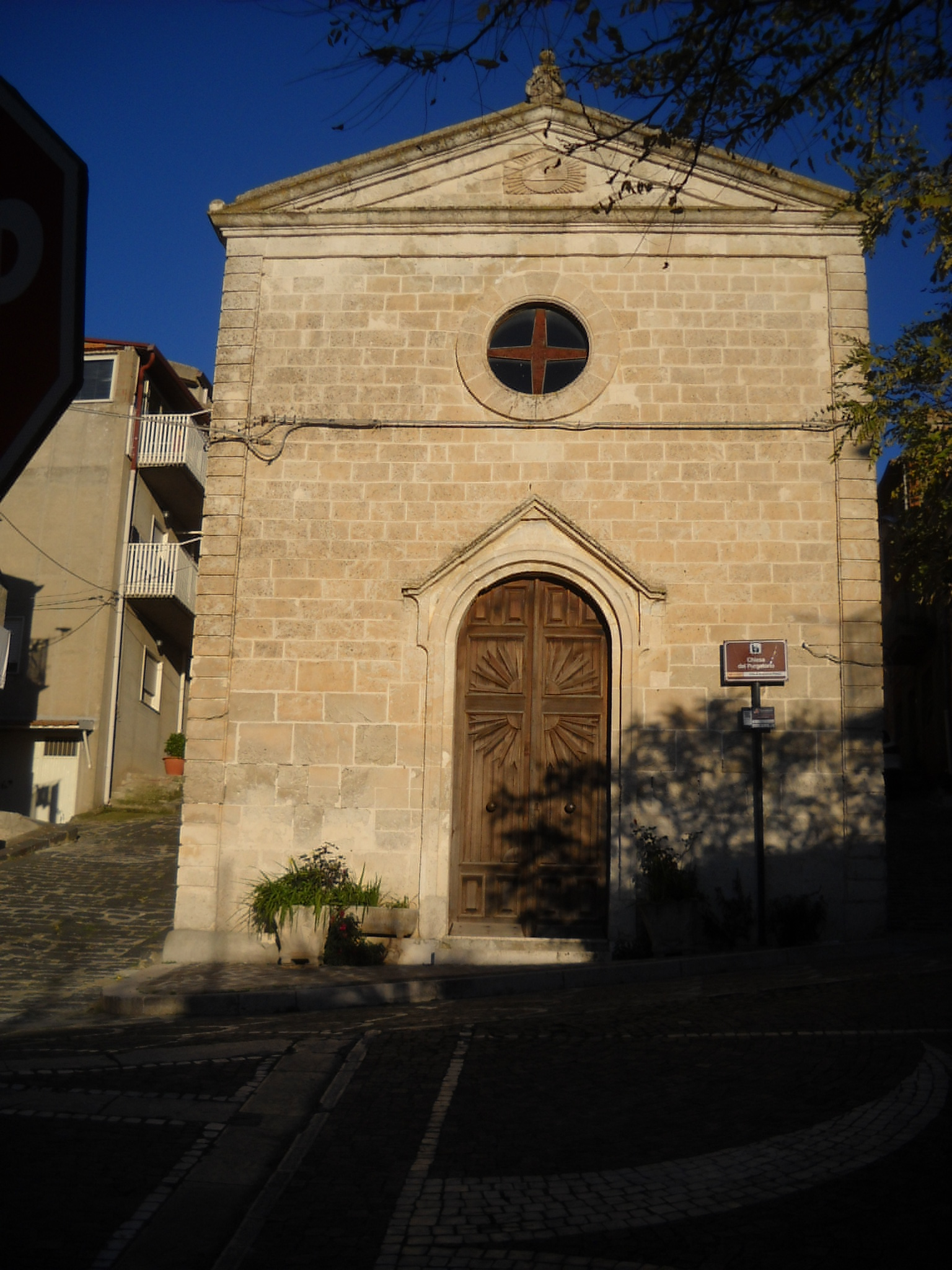
Chiesa del Purgatorio

La Chiesa di Santa Maria del Carmelo fu attiva dal 1914 ed è chiamata comunemente Chiesa del Purgatorio essendo stata sede della confraternita delle Anime Sante Purgatorie. Una croce in ferro è in cima, e sotto c'è il titolo di «Santa Maria del Carmine».

### Museo dell'emigrazione
Nasce il 4 agosto del 2005 nei locali dell'edificio San Giovanni Bosco la sede definitiva del Museo, visto che Acquaviva Platani di fatto è un centro emblematico dell'emigrazione degli anni cinquanta del secolo scorso, soprattutto verso il Regno Unito e la Francia.

## Società

### Evoluzione demografica
Abitanti censiti

### Tradizioni e folclore
- San Giuseppe, il santo più amato dagli acquavivesi, viene festeggiato in occasione della ricorrenza liturgica del 19 marzo. Nel giorno della vigilia (18 marzo), a seguire della messa vespertina, viene condotto singolarmente in processione il simulacro di Gesù adolescente. La solennità di San Giuseppe ad Acquaviva Platani è caratterizzata dal legame imprescindibile con le tradizionali "tavolate dei vicchiareddri" dove si registra il massimo dell'esaltazione della cucina tipica locale. Nella serata della festività il gruppo statuario ligneo del Patriarca con Gesù adolescente, custodito durante l'anno in un altare della Chiesa Madre, al grido di "viva San Giuseppe" viene portato trionfalmente in processione, rigorosamente a spalla, per le vie del paese. All'arrivo in piazza del simulacro del santo ha luogo solitamente lo spettacolo pirotecnico.
- La Breccialfiorata del Corpus Domini, ideata nel 2014 si svolge in concomitanza dei festeggiamenti in onore del Corpus Domini. La manifestazione assume la denominazione di "Breccialfiorata" perché non è la solita infiorata di fiori freschi ma è fatta con della breccia (pietrisco) colorata e mescolata con colla per essere posta in pannelli di legno dagli artisti locali per la raffigurazione di scene liturgiche e di immagini sacre. Le variopinte realizzazioni vengono collocate lungo un percorso per adornare le strade del centro storico del borgo nisseno in occasione della solennità del Corpus Domini.
- La Madonna delle Grazie, celeste protettrice degli acquavivesi emigrati all'estero, viene festeggiata la prima domenica di agosto nella chiesa campestre omonima con messe e solenne processione del simulacro della Madonna con il bambino Gesù per le vie del paese accompagnato dalla banda musicale ed al rientro accolto dai giochi pirotecnici. Le attività collaterali (presenti nel cartellone dell'estate acquavivese) includono: spettacoli musicali, spettacoli teatrali, ed il sabato antecedente ha luogo la "notte bianca" con balli latino-americani, liscio, band musicali e discoteca sotto le stelle.
- La Madonna Annunziata, antica protettrice dei lavoratori della locale miniera di sale, si celebra la domenica successiva al ferragosto, la terza solitamente. Dopo la santa messa della sera il fercolo dell'Annunziata lascia la Chiesa Madre per ritornare in processione, dopo aver attraversato le vie del paese, nell'omonima cappella sita in contrada "Guardiola" dove il simulacro viene custodito durante l'anno. Le attività collaterali collegate alla celebrazione includono: tamburinari, banda musicale, degustazione del "piatto del salinaro" (zuppa di ceci), spettacoli artistici e fuochi d'artificio.
- Il Santissimo Crocifisso delle Grazie, patrono di Acquaviva Platani, viene celebrato la terza domenica di settembre. Al termine della messa pomeridiana in Chiesa Madre, il simulacro del Crocifisso viene portato in solenne processione per le vie del paese. Le attività collegate alla celebrazione includono la presenza della banda musicale e lo spettacolo pirotecnico all'arrivo in piazza del corteo.

## Economia
L'economia è basata sull'agricoltura, in particolare: grano, olive, pistacchi e mandorle. L'allevamento di bestiame, cavalli e pecore contribuisce all'economia dell'area.
Secondo i dati pubblicati dal ministero dell'economia nel 2017 e relativi alle dichiarazioni dei redditi delle persone fisiche nell'anno 2015, (rispetto al valore medio nazionale di 20 690 € pro-capite) Acquaviva Platani si classifica al 3º posto tra i dieci comuni più poveri della Sicilia con 9 575 € pro-capite.

## Amministrazione
| Periodo        | Periodo        | Primo cittadino     | Partito                                      | Carica  | Note |
| -------------- | -------------- | ------------------- | -------------------------------------------- | ------- | ---- |
| 15 maggio 1972 | 12 maggio 1994 | Salvatore Mistretta |                                              | Sindaco |      |
| 15 maggio 1994 | 15 maggio 1999 | Mario Siracusa      | Forza Italia                                 | Sindaco |      |
| 15 maggio 1999 | 9 maggio 2012  | Salvatore Mistretta |                                              | Sindaco |      |
| 9 maggio 2012  | 12 giugno 2017 | Salvatore Caruso    | lista civica In comune per Acquaviva         | Sindaco |      |
| 12 giugno 2017 | 14 giugno 2022 | Salvatore Caruso    | lista civica Liberamente uniti per Acquaviva | Sindaco |      |
| 14 giugno 2022 | in carica      | Salvatore Caruso    | lista civica Liberamente uniti per Acquaviva | Sindaco |      |

## Sport
Ha sede nel comune la società di calcio ASD Acquaviva, che milita in Seconda Categoria nel girone E..